# Zavattarello
Zavattarello là một đô thị ở tỉnh Pavia trong vùng Lombardia, có cự ly khoảng 70 km về phía nam của Milan và khoảng 35 km về phía nam của Pavia. Tại thời điểm ngày 31 tháng 12 năm 2004, đô thị này có dân số 1.135 người và diện tích là 28,4 km².
Zavattarello giáp các đô thị: Menconico, Nibbiano, Pecorara, Romagnese, Ruino, Valverde, Varzi.